# Natuurhistorisch en Volkenkundig Museum
Het Natuurhistorisch en Volkenkundig Museum Oudenbosch is een etnografisch- en natuurmuseum dat gevestigd is aan de Markt in de plaats Oudenbosch in de Nederlandse provincie Noord-Brabant.

## Geschiedenis
Het museum werd in 1956 opgezet om verzamelingen van uit missiegebieden meegebrachte eigenaardigheden en voorwerpen op het gebied van archeologie, heemkunde en geschiedenis uit de regio in onder te brengen. De Broeders van de H. Aloysius van Gonzaga hadden deze verzamelingen in hun in 1866 in Oudenbosch gegrondveste jongensinternaat Saint-Louis in de loop van bijna honderd jaar aangelegd. In 1979 concludeerde de 'Vereniging van Musea in Brabant', dat het museum vanwege collectie en inrichting uniek in zijn soort was. Nadat het gehele onderwijscomplex in 1980 was aangekocht door de gemeente Oudenbosch werd de collectie ondergebracht in een stichting. Sinds 2004 is het museum opgenomen in het Museumregister Nederland.

## Collectie
Het museum bevat meerdere verzamelgebieden:
- Geologie (en paleontologie), met een boorkern uit de zuidelijke Noordzee, tot 2500 meter diepte. Fossielen uit het pleistoceen en het tertiair, en een Saharafossiel van 1 miljard jaar oud. Er zijn ook vitrines met mineralen.
- Biologie, met diorama's, tal van opgezette vogels, een verzameling vlinders en talrijke andere onderwerpen.
- Milieu, een interactieve tentoonstelling over klimaat, het broeikaseffect, energie, bodemverontreiniging en duurzaamheid.
- Volkenkunde, met door Witte Paters in Indonesië, China, Afrika en Noord-Amerika verzamelde etnografische voorwerpen. Deze zijn in Oudenbosch terechtgekomen via de Broeders van Oudenbosch.

Naast de vaste opstelling worden er in het museum ook wisseltentoonstellingen gehouden.